# BLU Products
BLU Products (стилизован за BLÜ) је америчка компанија са седиштем у Мајамију. BLU ребрендира јефтине мобилне телефоне које производе ODM-ови као што су QiKU, Gionee, Doogee и Tinno Mobile.
Име BLU је скраћеница за Bold Like Us.

## Историја
BLU Products, компанија коју је основао Самуел Охев-Зион, била је међу првим произвођачима мобилних телефона у власништву Латинске Америке који су циљали на латино становништво. Постао је најбрже растући провајдер мобилних телефона у региону, најављујући своје присуство на CTIA Wireless-у 2011.
BLU производи су присутни широм Латинске Америке, Централне Америке, Сједињених Држава и на Карибима. BLU је продао 70.000 телефона у својој првој години 2009. и брзо је постао водећи бренд мобилних уређаја у Латинској Америци, продавши 4,1 милион телефона следеће године.  У Аруби, Digicel је у септембру 2013. представио јефтин BLU Android мобилни телефон за локално тржиште, који кошта само 9 арубанских флорина (приближно 600 динара) са post-paid планом.  У мају 2017, BLU је постао званични спонзор дресова шпанског фудбалског клуба Валенсија. 

## Производи
Android телефони
- C серија: уређаји високог квалитета покретани четворојезгарним процесором од 1,3 GHz за врхунски мултитаскинг са резолуцијом високе дефиниције, предњом камером од 8 MP са сензором и портретним режимом, и дуготрајном батеријом од 4000 mAh.
- Advance cерија: уређаји ниског квалитета, од којих већина има екран од 4,0 инча.
- Dash серија: уређаји ниског и средњег квалитета. Године 2013, серија Dash је објављена, почетна цена је била 50 долара. [4] [5] [6] [7] [8]
- Energy серија: уређаји средњег и високог квалитета. Телефони ове серије углавном имају већу батерију у поређењу са серијом Studio.
- Grand серија: уређаји ниског квалитета. Телефони у овој серији су слични Dash серији, обично са МТ6580 процесорима, али телефони у овој серији су генерално већи.
- Life серија: врхунски уређаји. Нови телефони ће укључивати сензоре отиска прста, 2К екране и телефонске процесоре већег домета.[тражи се извор]
- Neo серија: Уређаји ниског до средњег ранга, већина телефона у овој серији је генерално већа од 4,0 инча осим неких телефона као што је BLU Neо 3.5.
- Tank Xtreme серија: уређаји отпорни на воду и прашину.
- Touchbook серија: нискобуџетни уређаји. Ови уређаји се разликују од осталих BLU уређаја, јер су таблети са SIM-картицама, а не телефони, такође користе Mediatek процесоре.
- Pure серија: BLU уређаји највише класе. BLU Pure XR, објављен у августу 2016. године, познат је по томе што има 3D Touch екран. [9]
- Серија R: Amazon се удружиo са BLU-ом у издавању R1HD-а почевши од 50 долара, са Amazon Prime-ом.
- S серија: BLU S1, објављен у септембру 2017. године, био је први BLU-ов телефон који је био компатибилан са Sprint-ом и другим CDMA оператерима. [10] [11]
- Studio серија: Први пут објављена 2012
  - BLU Studio X (и X plus (5,5 инча)): Долази са Android-ом 4.4.2 и може се надоградити на 5.0.2 "lollipop".[тражи се извор]
  - BLU Studio G: Најнижи телефон серије Studio
  - Studio серија: уређаји средњег и високог квалитета. Телефони у овој серији често подржавају 4G HSPA, а неки и LTE. Познати су по издржљивости. Трајање батерије се креће од малог до средњег у зависности од конкретног модела. [12]
- Vivo серија: [8] Уређаји средњег и високог квалитета. Vivo 4.3 је назван као први светски паметни телефон са две SIM картице и саSuper AMOLED Plus екраном [13]